# Gerlev (Frederikssund)
Gerlev is een plaats in de Deense regio Hovedstaden, gemeente Frederikssund, en telt 808 inwoners (2007).